# فرزانه اسلم
فرزانه اسلم (انگلیسی: Farzana_Aslam) یک ستاره‌شناس و فیزیک‌دان اهل پاکستان است. وی استاد مطالعات کارشناسی ریاضیات و فیزیک دانشگاه کاونتری می‌باشد. پیشتر وی به عنوان استاد مدعو فیزیک و ستاره‌شناسی در انستیتو و فضا و اخترفیزیک سیاره ای در دانشگاه کراچی پاکستان خدمت نموده‌است